# روبرت كروفورد (لاعب كريكت)
روبرت كروفورد (1 أكتوبر 1869 في المملكة المتحدة - 27 فبراير 1917) (بالإنجليزية: Robert Crawford)‏ هو لاعب كريكت بريطاني (وحمل سابقاً جنسية المملكة المتحدة لبريطانيا العظمى وأيرلندا).

## وصلات خارجية
- روبرت كروفورد على موقع إي آس بي آن كريك إنفو (الإنجليزية)